# Uomini superflui
Uomini superflui (in russo Лишние люди?, Lišnie ljudi) è un racconto di Anton Čechov, pubblicato per la prima volta nel 1886.

## Trama
Pavel Matveevič Zajkin, membro del tribunale circondariale, si reca in treno a Chilkovo, una località di villeggiatura estiva. Pavel scambia qualche parola con un signore che indossa un paio di pantaloni rossicci e scopre che anche costui, come lui stesso, è un impiegato statale, consigliere di stato, che in estate rimane in città e che raggiunge la famiglia in villeggiatura solo nel fine settimana.
Pavel, stanco e accaldato, giunge nella casa presa in fitto per le vacanze e non trova nessuno, tranne il figlioletto Petja di appena sei anni: la moglie Nadežda si è recata in un teatro, in compagnia della sua amica Ol'ga Kirillovna, per prender parte alle prove di uno spettacolo nel quale reciteranno come attrici dilettanti. Più tardi Nadežda torna a casa in compagnia di Ol'ga e di due uomini sconosciuti, che le donne presentano come colleghi attori dilettanti. Nadežda avverte il marito che gli ospiti si fermeranno a cena e che Pavel dovrà quindi provvedere alla spesa. Più tardi Pavel, stanco per il viaggio, si corica, ma non riesce a riposare per il chiasso che fanno in casa le due donne e i due ospiti. Quando, cessato un po' il rumore, Pavel riesce ad addormentarsi, viene svegliato dalla moglie: gli ospiti si fermeranno anche la notte e lui, Pavel, dovrà andarsene da casa perché nella sua camera dovrà dormire uno degli ospiti. 
Pavel esce da casa. È notte e fuori c'è solo il signore con i pantaloni rossicci giunto con lui in treno quel mattino: anche costui è stato invitato dalla propria moglie ad andar via per cedere la propria camera a delle ospiti giunte quel giorno. I due impiegati decidono di cercare una trattoria poco costosa dove poter mangiare qualcosa prima di ritornarsene in città.

## Storia
Uomini superflui fu pubblicato per la prima volta sul numero 169 (23 giugno) del 1886 del quotidiano russo Peterburgskaja gazeta (La gazzetta di Pietroburgo). Čechov firmò con lo pseudonimo di A. Čechontè. Uomini superflui venne poi ristampato nel 1887 in un numero monografico della rivista "Il grillo" (in russo Сверчок?, Sverčok) a firma A. P. Čechov e, sempre nello stesso anno, fu inserito da Čechov nella raccolta intitolata "Discorsi innocenti" (in russo Невинные речи?, Nevinnye reči). Infine fu pubblicato nell'edizione delle Opere di Čechov dell'editore A. F. Marks (Polnoe sobranie sočinenij A.P. Čechov, Sankt-Peterburg: Izdanie A. F. Marksa, 1899, Vol. V (Racconti umoristici 1886).

## Critica
Come altri racconti umoristici di Čechov, anche questo è pervaso da un «tono pessimistico» per cui, secondo Ettore Lo Gatto, «non si sa cosa sia più importante per lo scrittore, se la situazione comica da lui quasi afferrata nell'aria, o l'abisso di vuoto e di tristezza che è dietro di essa». 
Il termine «uomini superflui» è stato poi utilizzato dal critico e sociologo Ivanov-Razumnik per indicare quelli che nella società russa del XIX secolo erano "i falliti", personaggi «immortalati nella letteratura russa da Puškin a Lermontov a Turgenev. Tuttavia, se i falliti cechoviani sono ben diversi dai Rùdin o dai Lavreckij, se in essi, al punto in cui si trovano, è scomparsa quella violenta lotta di un romantico ed esuberante individualismo contro la forza tirannica della vita mediocre, della vita di ogni giorno, non si può disconoscere in essi, come fa l'Ivànov-Razùmnik, il valore spirituale della loro sofferenza, che è una tacita, invisibile, ma viva e dolorosa resistenza al giogo della vita materiale. Cèchov stesso sente la debolezza e, talora, perfino qualche lato grottesco dei suoi eroi».
Dal punto di vista psicologico, per Rosella Tomassoni i due personaggi "superflui"  (o "inutili") del racconto, il giudice Zajkin e l'uomo dai pantaloni rossicci, sono "superflui" non solo perché non riescono a trovare un posto nella società russa, ma anche perché sono persone incapaci di "affermare" o forse anche di avere una "vera" personalità.

## Edizioni
- Anton Čechov, Racconti; traduzione di Agostino Villa, Vol. II, Torino: Einaudi, 1950
- Anton Čechov, Racconti e novelle; a cura di Giuseppe Zamboni; traduzione di Giovanni Faccioli, introduzione di Emilio Cecchi; appendice critica a cura di Maria Bianca Luporini, Coll. I grandi classici stranieri, Firenze: G. C. Sansoni, 1963, Vol. I, pp. 658-65